# Ved vejs ende
Ved vejs ende (originaltitel Smultronstället) er en svensk dramafilm fra 1957, skrevet og instrueret af instruktøren Ingmar Bergman. I hovedrollen medvirker Victor Sjöström og rollen blev Sjöströms sidste. Udover Sjöström medvirker blandt andet Bibi Andersson, Ingrid Thulin, Gunnar Björnstrand og Max von Sydow i filmen.

## Medvirkende (i udvalg)
- Victor Sjöström som Isak Borg
- Naima Wifstrand som Isaks mor
- Bibi Andersson som Sara
- Ingrid Thulin som Marianne
- Gunnar Sjöberg som Sten Alman
- Gunnel Broström som Berit Alman
- Max von Sydow som Henrik Åkerman
- Sif Ruud som Olga
- Per Sjöstrand som Sigfrid Borg
- Gunnel Lindblom som Charlotta Borg